# Ever Hernández
Ever Hernández   (Santiago de María, 11 de desembre de 1958) és un exfutbolista salvadorenc de la dècada de 1970.
Fou 28 cops internacional amb la selecció del Salvador.
Pel que fa a clubs, destacà a Santiagueño i FAS.